# 茨韋特沙法爾蓬山

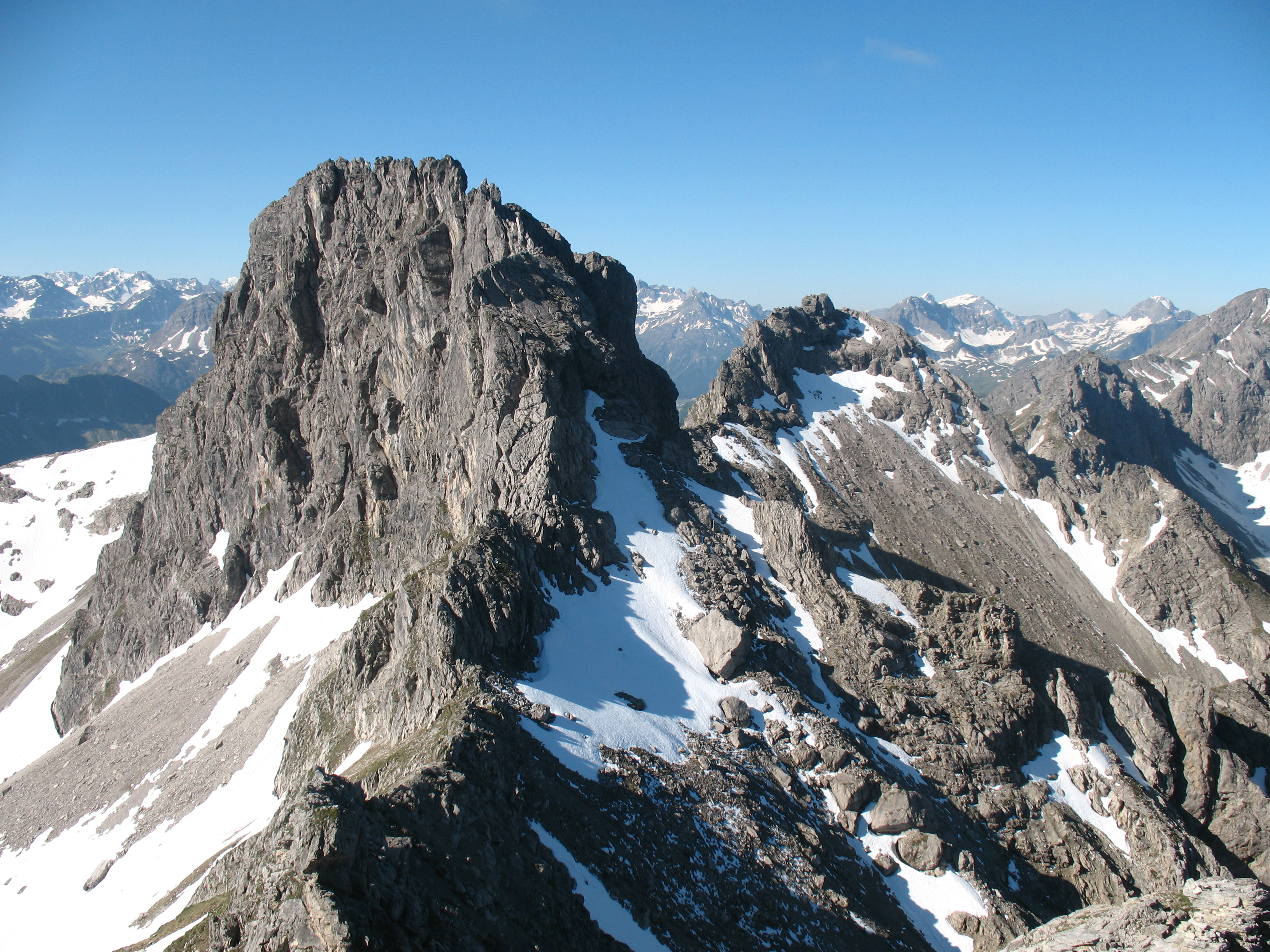

47°18′23″N 10°12′37″E / 47.30639°N 10.21028°E
茨韋特沙法爾蓬山（德語：Zweiter Schafalpenkopf），是中歐的山峰，位於奧地利和德國接壤的邊境，屬於阿爾高阿爾卑斯山脈的一部分，距離德里特沙法爾蓬山0.6公里，海拔高度2,302米。